# Armand Du Plessy
Armand Du Plessy, pseudoniem van Armand De Prins, (Elsene, 19 juli 1883 – Nice, 2 februari 1924) was een Belgisch filmregisseur en theaterdirecteur.
Aan het einde van de jaren '10 werkte Du Plessy mee aan de patriottische films van producent Hippolyte De Kempeneer. Slechts drie van de in totaal negen samenwerkingen tussen beide zijn gerestaureerd, zijnde La Libre Belgique, Âme belge en La jeune Belgique. De andere zes werken zijn thans verloren films.

## Filmografie
- Le conscrit (1919)
- Fred en a une bien bonne (1919)
- La rose de la Riviera (1919)
- Suprême sacrifice (1919)
- Les trois flambeaux de la mort (1919)
- Âme belge (1921)
- La dentellière de Bruges (1921)
- Le gentilhomme pauvre (1921)
- La Libre Belgique (1921)
- La petite chanteuse des rues (1921)
- La petite fille et la vieille horloge (1921)
- La jeune Belgique (1922)
- La garçonne (1923)
- Knock-out! (1923)
- Le mariage de minuit (1923)
- Les demi-vierges (1924)
- L'héritage de cent millions (1924)